# Stanisław Taczak
Stanisław Taczak (1874–1960) byl polský generál.
V roce 1898 byl povolán do německé armády. Roku 1904 byl povýšen na podporučíka a v roce 1913 na poručíka. Po vypuknutí první světové války byl povolán do armády. Později v roce 1917 byl přeložen na vlastní žádost do 6. pluku polských legií, velel tam praporu. Následující rok odešel z německé armády. V polské armádě byl v roce 1920 povýšen na podplukovníka. Dne 23. května 1920 získal velení nad 34. pěší brigádou. V roce 1923 byl povýšen na brigádního generála. Roku 1930 odešel do důchodu. Zemřel v roce 1960.